# Reinhold Gadow
Reinhold Gadow (* 25. April 1882 in Berlin; † 22. Dezember 1945 im Speziallager Sachsenhausen) war ein deutscher Konteradmiral und Marineschriftsteller.

## Leben
Nach dem Volksschulbesuch trat Gadow am 7. April 1900 als Seekadett in die Kaiserliche Marine ein und absolvierte seine maritime Grundausbildung auf dem Schulschiff Stosch. Daran schlossen sich bis Ende September 1902 weitere seemännische und Spezialkurse an. Im Anschluss trat er die Ausreise nach Ostasien an, um von Mitte November 1902 bis Ende September 1904 beim Ostasiengeschwader Dienst auf dem Großen Kreuzer Hansa zu versehen. Gadow avancierte Ende September 1903 zum Leutnant zur See und wurde nach seiner Rückkehr nach Deutschland bei der I. Torpedo-Abteilung als Kompanie-, Wach- und Gerichtsoffizier verwendet. Als Oberleutnant zur See war er von Oktober 1905 bis März 1907 Wachoffizier auf dem Küstenpanzerschiff Ägir und anschließend Adjutant und Wachoffizier auf dem Minenkreuzer Nautilus. Nach einer kurzzeitigen Verwendung als Wachoffizier auf dem Minenkreuzer Albatross sowie als Gerichtsoffizier der II. Matrosen-Division wurde Gadow Anfang April 1909 auf den Kleinen Kreuzer Berlin versetzt. Er versah seinen Dienst als Artillerie- und Wachoffizier und stieg Ende März zum Kapitänleutnant auf. Mit dem Kreuzer lag er während der Marokkokrise vor Agadir. Anfang November ging Gadow auf den Kanarischen Inseln von Bord und trat von Teneriffa aus als Transportführer auf dem Dampfer Hans Woermann die Heimreise an. Er wurde nunmehr Erster Offizier auf dem Minenkreuzer Nautilus und am 1. September 1912 als Referent zur Minenversuchskommission bei der Inspektion der Küstenartillerie und des Minenwesens nach Kiel versetzt.

### Erster Weltkrieg
Zum Beginn des Ersten Weltkriegs wurde Gadow Erster Offizier auf dem Hilfsstreuminendampfer Königin Luise. Beladen mit 200 Seeminen lief das Schiff am 4. August 1914 von Emden in Richtung England aus mit dem Befehl zur Verminung der Themseeinfahrt. Beim Legen der Minen wurden sie von einem englischen Fischkutter entdeckt und das herbeigerufene englische Geschwader von 16 Zerstörern nahm das Schiff unter Beschuss. In Brand geschossen und durch die englische Übermacht befahl der Kommandant Korvettenkapitän Biermann die Seeventile zu öffnen. Die Königin Luise sank am 5. August um 12.12 Uhr. Von der deutschen Besatzung wurden 46 Mann durch den britischen Kreuzer Amphion gerettet. Bei der Weiterfahrt geriet das englische Schiff selbst in den gelegten Minengürtel und sank nach zwei schweren Explosionen. Dabei kamen 130 Mann der Besatzung und 18 Mann der geretteten Deutschen ums Leben. Gadow gehörte zu den Überlebenden und verblieb bis 1918 in englischer Kriegsgefangenschaft. Von Mitte Januar bis Anfang September 1918 war er in den Niederlanden interniert, kehrte nach Deutschland zurück und wurde zunächst zur Verfügung der II. Matrosen-Division gestellt. Am 18. September 1918 wurde er mit Patent vom 28. April 1819 zum Korvettenkapitän befördert und war vom 24. September 1918 über das Kriegsende hinaus 1. Adjutant der Inspektion des Minen-, Sperr- und Sprengwesens.

### Weimarer Republik
Gadow wurde in die Vorläufige Reichsmarine übernommen und war bis zu seiner Beurlaubung Ende März 1920 Referent bei der Inspektion des Torpedo- und Minenwesens sowie zugleich Präses des Minenversuchsverbandes und Kommandant des Minenschiffes Pelikan. Nach seiner Beurlaubung erfolgte am 1. September 1920 seine Versetzung als Marinenachrichtenreferent in das Reichswehrministerium nach Berlin. Seine Abteilung war das Sammelbecken der beiden Nachrichtenbüros im Reichsmarineamt und beim Kaiserlichen Admiralstab, die nach Auflösung beider Marinebehörden 1918/19 nun das Rumpfstück des neu aufzubauenden Marinenachrichtendienstes bilden sollten. Die Nachrichtenstelle des Reichswehrministeriums war dem, für die Marine zuständigen, Adjutanten des Reichswehrministers Ronn direkt unterstellt. Daneben bestand im Reichswehrministerium noch die Nachrichtenmittel-Zentrale, für die technische Nachrichtenübermittlung, unter der Führung Ulrichs Aschenborns. Aufgabe der Nachrichtenstelle (N) war die Beschaffung der für die Marine wichtigen politischen und militärischen Informationen, deren Auswertung sowie Weitergabe an die zuständigen Bereiche der Marineleitung, der Abteilung Fremde Heere und andere ausgewählte ministerielle Bereiche, das Parlament und die deutsche Presse. Auf Grund der Bestimmungen des Versailler Vertrages von 1919 wurde die Stelle nicht offiziell als „Nachrichtendienst“ deklariert. Gadow wurde 1921 Leiter der Nachrichtenstelle (N) und veröffentlichte seine beiden ersten Publikationen als Marineschriftsteller: das 1924 im Berliner Scherl Verlag erschienene Buch Die deutsche Marine in Vergangenheit und Gegenwart und im Zentral Verlag GmbH Berlin ebenfalls 1924 erschienene Werk Seerüstung und Flottenpolitik der Mächte von der Vorkriegszeit bis zur Gegenwart. Am 26. September erfolgte seine Versetzung als Erster Offizier auf das Linienschiff Braunschweig und in dieser Eigenschaft avancierte er Anfang Februar 1925 zum Fregattenkapitän.
Daran schloss sich am 10. Januar 1926 seine Versetzung in die Marineleitung an. Dort fungierte Gadow als Gruppenleiter in der Völkerbundgruppe Marine, der ehemaligen Marinefriedenskommission, und war zugleich zum Rüstungsausschuss des Völkerbundes kommandiert. Er wurde am 1. April 1927 zum Kapitän zur See befördert und am 7. September 1927 zum Leiter der Marinehaushaltsabteilung im Reichswehrministerium ernannt. Ab Ende September 1929 stand er zur Verfügung des Chefs der Marineleitung und wurde am 30. Juni 1930 unter Verleihung des Charakters als Konteradmiral aus dem aktiven Dienst verabschiedet.

### Nationalsozialismus
Die folgenden Jahre waren bei Gadow angefüllt mit zahlreichen Publikationen zur Geschichte der deutschen Marine, ihrer Gliederung sowie ausgewählten wehrpolitischen Fragen der deutschen Kriegsmarine und ihrer aktuellen Stellung. Dazu gehörten die Publikation von 1934 Eine mißachtete Kriegslehre und auch das 1938 erschienene Buch Wehrpolitische Spannungen im Mittelmeer.
Am 22. März 1939 wurde er zur Verfügung der Kriegsmarine gestellt. Weitere Bücher erschienen aus seiner Feder zum Komplex Marine, dabei auch 1939 gemeinsam mit Greenfield H. Russel Die Seemacht im nächsten Krieg. Ab September 1940 war Gadow Direktor der Bibliothek im Oberkommando der Wehrmacht. In dieser Stellung erhielt er am 1. Juli 1942 das Patent zu seinem Dienstgrad. Er gab weiterer Publikationen heraus, darunter das ab 1940 erscheinende Jahrbuch der deutschen Kriegsmarine und den ab 1943 jährlich herausgegebenen Illustrierten deutschen Flottenkalender. Zum 31. März 1945 wurde er aus dem aktiven Wehrdienst entlassen.
Bei Kriegsende wurde Gadow in dem von sowjetischen Truppen kontrollierten Speziallager Nr. 7 in Sachsenhausen interniert, wo er im Dezember 1945 starb. Durch Beurkundung des Standesamtes Plön vom 25. April 1949 wurde er für tot erklärt.

## Schriften
- Die deutsche Marine in Vergangenheit und Gegenwart. Scherl Verlag, Berlin 1924.
- Seerüstung und Flottenpolitik der Mächte von der Vorkriegszeit bis zur Gegenwart. Zentral Verlag GmbH, Berlin 1924.
- Zum 10-jährigen Gedenken der Skagerrakschlacht. Weber Verlag, Leipzig 1926.
- Militärische Aufgaben der Reichsmarine. Verlag der süddeutschen Monatshefte, München 1927.
- Italien und Frankreich im Mittelmeer. Freie Deutschland Verlagsanstalt, 1930.
- Geschichte der deutschen Marine. Diesterweg Verlag, Frankfurt/Main, 1934.
- Eine missachtete Kriegslehre. Diesterweg Verlag, Frankfurt am Main 1934.
- Gelb oder weiss im Stillen Ozean. Verlag Gerhard Stalling, Oldenburg 1935.
- Die heutige Gliederung der deutschen Kriegsmarine. Deutsche Gesellschaft für Wehrpolitik und Wehrwissenschaften, Hamburg 1936.
- Wehrpolitische Spannungen im Mittelmeer. Deutsche Gesellschaft für Wehrpolitik und Wehrwissenschaften, Hamburg 1938.
- Militärische Leitgedanken im Kriegsschiffbau. Berlin 1938.
- mit Theodor Arps, Hellmuth Heye und Oskar von Niedermayer: Das Meer in volkskundlicher Darstellung: Kleine Weltgeographie des Weltmeeres. 1938
- Die deutsche Kriegsmarine. 1939.
- mit Greenfield H. Russel: Die Seemacht im nächsten Krieg. Scientia Verlag, Zürich 1939.
- Seeräuberstaat England. Junker & Dünnhaupt Verlag, Berlin 1940.
- Deutscher Flottenkriegszug nach Norden. Enßlin & Laiblin Verlag, Reutlingen 1940.
- Die Kriegsmarine im Polenfeldzug. 1941.
- Deutscher See- und Handelskrieg. 1941.
- Kriegsschauplatz Ostsee. Die Kriegsmarine im Kampf gegen die Sowjets. Verlag „Die Wehrmacht“, Berlin 1941.
- mit Arthur Boehm-Tettelbach: Deutschlands wehrgeographische Lage in ihrer Entwicklung 1914–1941. 1941.
- Der Zermürbungskrieg gegen England auf allen Meeren. 1941.
- Flottenstützpunkte. Institut für politische und Auslandsstudien, Heidelberg 1943/1944.

als Herausgeber:
- Jahrbuch der deutschen Kriegsmarine. Verlag Breitkopf und Härtel, Berlin 1939, erschien für die Jahre 1940 bis 1945 jährlich.
- Illustrierter deutscher Flottenkalender. Wilhelm Köhler Verlag, ab 1943 bis 1945 jährlich.